# 異文化コミュニケーション学会
異文化コミュニケーション学会（いぶんかコニュニケーションがっかい、英語名  The Society for Intercultural Education, Training, And Research、略称SIETAR JAPAN ）は、国際間および異文化間における円滑なコミュニケーションと協力関係を促進するために1985年に異文化コミュニケーション研究会として発足した学会。
2000年に異文化コミュニケーション学会へと名称を変更した。文化背景の異なる人々や組織の間の円滑なコミュニケーションや協力関係を育むための活動、研究、実践を目指している。シーター・グローバルネットワーク（母体は、SIETAR International (Society for Intercultural Education, Training and Research/1974年設立) ）の中の一つのグループである。
事務局を東京都新宿区高田馬場4-4-19（株）国際文献印刷社内に置いている。

## 主な活動
月例会、年次大会、会報・紀要の発行など

## 会員資格
会員資格は特に必要ない（教育、ビジネス、国際交流などに関わる日本人および外国人が大勢いる。学生、大学院生も歓迎）。

## 機関誌
- 異文化コミュニケーション学会紀要 『異文化コニュニケーション』